# Kazimierz II bełski

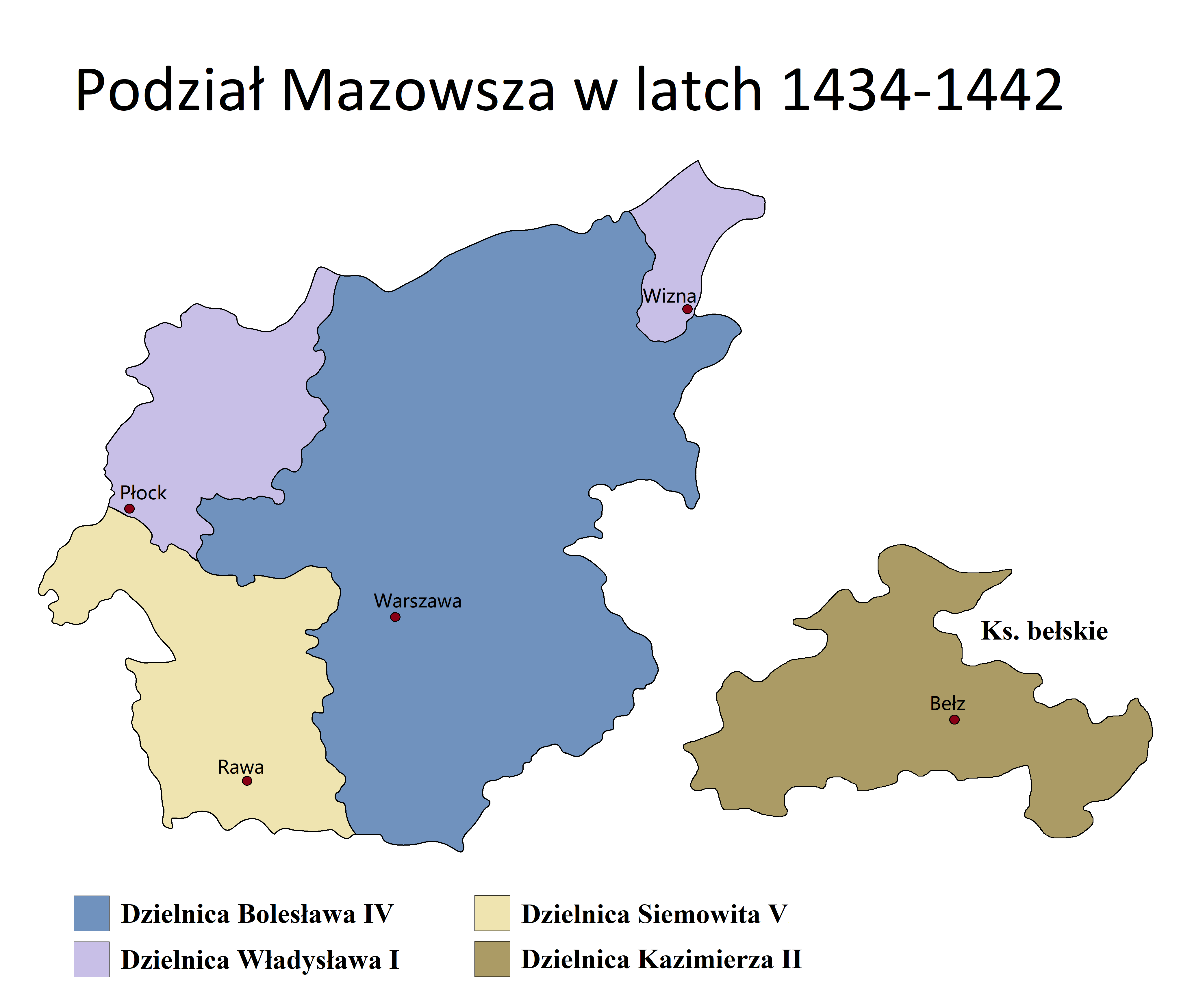
Podział Mazowsza w latach 1434-1442

Kazimierz II (ur. między 1396 a 1407, zm. 15 września 1442) – książę mazowiecki na Płocku, Rawie Mazowieckiej, Gostyninie, Sochaczewie, Bełzie, Płońsku, Zawkrzu i Wiźnie razem z braćmi, w latach 1426–1434, książę bełski (samodzielnie) od 1434 r.

## Życiorys
Kazimierz II był drugim pod względem małżeństwa synem księcia płockiego Siemowita IV i jego żony Aleksandry. W dzieciństwie Kazimierz został wysłany na Litwę, co w przyszłości miało mu zapewnić poparcie wielkiego księcia litewskiego Witolda. Na dworze książąt mazowieckich nie zaniedbywano jednak również stosunków z Polską, dzięki czemu często widzimy Kazimierza także na dworze Władysława Jagiełły.
W latach 20. XV wieku w związku z postępującą chorobą oczu ojca Kazimierz wraz ze starszym bratem Siemowitem V został dopuszczony do formalnych współrządów. Pierwszym poważnym wyzwaniem dla Kazimierza był wyjazd do Brześcia Litewskiego, gdzie 14 listopada 1425 r. wraz Siemowitem V uroczyście ślubował wierność koronie w związku z niedawnym podważaniem zależności lennej przez kanclerza Siemowita IV – Stanisława z Pawłowic.
W styczniu 1426 r. zmarł Siemowit IV pozostawiając Mazowsze Płockie i ziemię bełską do podziału między czterech synów – Siemowita V, Kazimierza II, Trojdena II (zm. już w 1427 r.) i Władysława I (piąty Aleksander był już wówczas duchownym). Bracia zdecydowali się wtedy – nie chcąc nadmiernie rozdrabniać Mazowsza i osłabiać swojej pozycji, że na razie wstrzymają się z podziałem pozostając jako tzw. bracia niedzielni współwłaścicielami całości.
Zgodnie z obowiązkiem wasala książęta, rychło po przejęciu władzy udali się do Sandomierza, gdzie 8 września 1426 r. złożyli hołd królowi Władysławowi Jagielle. Niespodziewanie na uroczystości zabrakło Kazimierza, który też zaczął uchylać się przed kolejnymi terminami złożenia hołdu (nie przyjechał m.in. w 1428 r. do Łęczycy). Na hołdzie zależało Jagielle tym bardziej, że odmowa jednego z "braci niedzielnych" mogła dać powód do unieważnienia zależności lennej Mazowsza od Polski. Stan ten mógł się utrzymywać w głównej mierze dzięki poparciu udzielanemu Kazimierzowi przez władcę Litwy Witolda, który zabrał nawet księcia na wyprawę zorganizowaną w 1428 r. przeciwko Nowogrodowi Wielkiemu. Do zmiany stanowiska mazowieckiego Piasta skłoniła go ostatecznie choroba i śmierć możnego protektora – wielkiego księcia Witolda. Hołd lenny został złożony we wrześniu 1430 r. w Sandomierzu (a więc prawie równo cztery lata po braciach).
W 1431 r. Kazimierz wypełniając swoje powinności lenne względem Polski przybył na czele swoich oddziałów do obozu wojsk Władysława Jagiełły walczącego z próbującym się usamodzielnić na Litwie rodzonym bratem Świdrygiełłą. Kazimierz II nie wziął wówczas udziału w całości kampanii, koncentrując się na stłumieniu buntu panów ruskich wywołanego przez agentów Świdrygiełły.
W maju 1434 r. zmarł król Polski Władysław Jagiełło. Śmierć sędziwego władcy pozwoliła Siemowitowicom na większą swobodę i elastyczność w rządach na Mazowszu. Nie mniej w lipcu 1434 r. Siemowit V i Kazimierz II zjawili się w Krakowie, gdzie wzięli udział w koronacji syna Jagiełły Władysława III na króla Polski.
31 sierpnia 1434 r. synowie Siemowita IV zdecydowali się ostatecznie na podział dziedzictwa. 31 grudnia 1435 roku podpisał akt pokoju w Brześciu Kujawskim.  Kazimierz II od lat zainteresowany losami ziemi bełskiej za zgodą braci objął samodzielne rządy w dzielnicy położonej na granicy Polski i Litwy, co w oczywisty sposób dodatkowo wciągnęło Piasta w konflikt pomiędzy polskimi (głównie małopolskimi) możnowładcami a Świdrygiełłą. Walki ze zmiennym szczęściem toczyły się aż do 4 września 1437 r., kiedy to Polacy w obecności Kazimierza zawarli we Lwowie ostateczną ugodę ze Świdrygiełłą.
Trzy lata później Kazimierz II wsparł również wyprawę Kazimierza Jagiellończyka do Wilna w wyniku której został on wielkim księciem.
W polityce wewnętrznej w księstwie bełskim Kazimierz II stał na straży stopniowej asymilacji posiadanej części Rusi Halickiej z rządzonym przez braci Mazowszem, a co za tym idzie z Polską. Wiązało się to m.in. we wprowadzeniem polskiego systemu w sądownictwie i administracji.
Kazimierz II w czerwcu 1442 r. poślubił Małgorzatę córkę pochodzącego z Wielkopolski starosty Rusi Wincentego zwanego Świdwą z Szamotuł. Niestety z małżeństwa cieszył się niezbyt długo, gdyż niespodziewanie 15 września 1442 r. zmarł we wsi Miączyn koło Krasnegostawu na skutek panującej w okolicy zarazy. Nie zdążył się doczekać potomstwa, pochowany zaś został w nekropolii mazowieckich Piastów w katedrze płockiej. Posiadane przez Kazimierza księstwo przejął w całości jego młodszy brat Władysław I.
|  |                        |  |  |  |  |  |  |  |  |  |  |  |  |
|  | Trojden I              |  |  |  |  |  |  |  |  |  |  |  |  |
|  |                        |  |  |  |  |  |  |  |  |  |  |  |  |
|  |                        |  |  |  |  |  |  |  |  |  |  |  |  |
|  | Siemowit III           |  |  |  |  |  |  |  |  |  |  |  |  |
|  |                        |  |  |  |  |  |  |  |  |  |  |  |  |
|  |                        |  |  |  |  |  |  |  |  |  |  |  |  |
|  | Maria                  |  |  |  |  |  |  |  |  |  |  |  |  |
|  |                        |  |  |  |  |  |  |  |  |  |  |  |  |
|  |                        |  |  |  |  |  |  |  |  |  |  |  |  |
|  | Siemowit IV            |  |  |  |  |  |  |  |  |  |  |  |  |
|  |                        |  |  |  |  |  |  |  |  |  |  |  |  |
|  |                        |  |  |  |  |  |  |  |  |  |  |  |  |
|  | Mikołaj II opawski     |  |  |  |  |  |  |  |  |  |  |  |  |
|  |                        |  |  |  |  |  |  |  |  |  |  |  |  |
|  |                        |  |  |  |  |  |  |  |  |  |  |  |  |
|  | Eufemia opawska        |  |  |  |  |  |  |  |  |  |  |  |  |
|  |                        |  |  |  |  |  |  |  |  |  |  |  |  |
|  |                        |  |  |  |  |  |  |  |  |  |  |  |  |
|  | Anna raciborska        |  |  |  |  |  |  |  |  |  |  |  |  |
|  |                        |  |  |  |  |  |  |  |  |  |  |  |  |
|  |                        |  |  |  |  |  |  |  |  |  |  |  |  |
|  | Kazimierz II bełski    |  |  |  |  |  |  |  |  |  |  |  |  |
|  |                        |  |  |  |  |  |  |  |  |  |  |  |  |
|  |                        |  |  |  |  |  |  |  |  |  |  |  |  |
|  | Giedymin               |  |  |  |  |  |  |  |  |  |  |  |  |
|  |                        |  |  |  |  |  |  |  |  |  |  |  |  |
|  |                        |  |  |  |  |  |  |  |  |  |  |  |  |
|  | Olgierd Giedyminowic   |  |  |  |  |  |  |  |  |  |  |  |  |
|  |                        |  |  |  |  |  |  |  |  |  |  |  |  |
|  |                        |  |  |  |  |  |  |  |  |  |  |  |  |
|  | Jewna                  |  |  |  |  |  |  |  |  |  |  |  |  |
|  |                        |  |  |  |  |  |  |  |  |  |  |  |  |
|  |                        |  |  |  |  |  |  |  |  |  |  |  |  |
|  | Aleksandra Olgierdówna |  |  |  |  |  |  |  |  |  |  |  |  |
|  |                        |  |  |  |  |  |  |  |  |  |  |  |  |
|  |                        |  |  |  |  |  |  |  |  |  |  |  |  |
|  | Aleksander twerski     |  |  |  |  |  |  |  |  |  |  |  |  |
|  |                        |  |  |  |  |  |  |  |  |  |  |  |  |
|  |                        |  |  |  |  |  |  |  |  |  |  |  |  |
|  | Julianna twerska       |  |  |  |  |  |  |  |  |  |  |  |  |
|  |                        |  |  |  |  |  |  |  |  |  |  |  |  |
|  |                        |  |  |  |  |  |  |  |  |  |  |  |  |
|  | Anastazja halicka      |  |  |  |  |  |  |  |  |  |  |  |  |
|  |                        |  |  |  |  |  |  |  |  |  |  |  |  |
|  |                        |  |  |  |  |  |  |  |  |  |  |  |  |